# Nerf
«Нерф» (англ. Nerf, NERF, іноді помилково читають як «Ньорф», рос. Нёрф) — серія іграшок, створена вперше в 1969 році компанією Hasbro (тоді ще Hassenfeld Brothers).
Бренд «Нерф» став настільки популярним, що Hasbro під цим брендом почала виробляти бластери.
Nerf (торговельна марка у вигляді капіталу NERF) — це іграшка, створена Parker Brothers і в даний час належить Hasbro. Більшість іграшок - це різноманітна зброя на основі пластику, а також інші продукти Nerf, включаючи м'ячі для спорту, як футбол, баскетбол та бейсбол. Найбільш відомі з іграшок — це кулемет (названий Hasbro як «бластери»), які стріляють кулями, виготовлені з поролону. Оскільки багато таких предметів було випущено протягом 1970-х років, продукти Nerf часто мають яскраві неонові кольори та м'які текстури, схожі на флагманський Nerf м'яч. Гасло, який часто використовувався з часу реклами в 1990-х роках, є "Нерф або нічого"! ". Щорічні доходи за маркою Nerf складають приблизно 400 мільйонів доларів США.

## Історія
Іграшки Nerf почали вироблятися, коли Hasbro ще називалась Hassenfeld Brothers, не зважаючи на те, що компанія скоротила назву в 1968 році.
«Паркер Брати» спочатку розробили «Нерф», починаючи з чотирьох дюймів (102 мм) поліуретанового пінистого кульки. У 1969 р. Рейн Гуєр, винахідник ігор в Міннесоті, прийшов до компанії з волейбольній іграшкою, яка була безпечною для гри у приміщенні, і, вивчивши її ретельно, Паркер Брати вирішили усунути все, крім пінистого м'яча. У 1970 році кулька Нерф була введена як "перший у світі офіційний критий м'яч", назва "Нерф", що є терміном зловживання терміном для піна, використовуваного у позашляхових гонках. Маркетингові слогани пообіцяли, що можна "кинути його в приміщення, не можна пошкодити лампи або розбивати вікна, не можна заподіяти шкоди дітям та старим людям". Деякі перші телевізійні рекламні ролики для м'ячів були спільними промо-акціями з напійною сумішшю Kool-Aid з General Foods, з Міккі Долензом, Дейві Джонсом та Майклом Несмітом з "Монкі", які грали з кулями в саусній кімнаті для вітальні (Kool-Aid спонсорувала 1969 -70 суботнє ранкове засідання телевізійної серії "Monkees '1966-67"). М'яч наповнив сильною споживчою потребою, і до кінця року було продано більше чотирьох мільйонів кульок Нерфів. Чотиридюймовий (102 мм) м'яч передував великій версії під назвою "Super Nerf Ball". Незабаром після того, у 1972 році в сім'ю вступила баскетбольна гра під назвою "Нерфооп" та футбол Нерф, де остання стала найпопулярнішою м'яч "Нерф".
Компанія продовжувала додавати до лінії Nerf, доки вони не вручили управління компанії Kenner Products, яка була сестрою, у 1991 році, коли Hasbro придбав лінію NERF через придбання корпорації Tonka. Протягом 1990-х і на початку 2000-х років бренд Nerf працював під дочірніми компаніями OddzOn та Larami, доки Hasbro повністю контролював марку.
Протягом багатьох років Нерф продовжував розширювати лінію, додавши нові погляди на існуючі продукти, з пізнішими лініями продуктів Nerf, починаючи від спортивних м'ячів та пінних бластерів до відеоігор та аксесуарів.
У лютому 2013 року Hasbro оголосила про випуск "Nerf Rebelle", суб-лінії, призначеної для дівчат. Перший продукт - "лук серцебіла" - був випущений на осень 2013 року. У листопаді 2013 року POW! Книги опубліковані The Ultimate Nerf Blaster Book. Написана Натаніел Марунасом, в книзі висвітлюється історія Нерфів та детально описуються всі N-Strike, Dart Tag і Vortex blaster, що випускаються під час випуску книги.

## Логотип

Логотип Nerf (1969-1990)

Логотип Nerf (1992-1998)

Логотип Nerf (2004)